# Gola Dolna
Gola Dolna (niem.: Nieder Göhle) – wieś w Polsce położona w województwie zachodniopomorskim, w powiecie świdwińskim, w gminie Świdwin.